# Сент-Ижо
Сент-Ижо́ (фр. Saint-Igeaux, брет. Sant-Ijo) — коммуна во Франции, находится в регионе Бретань. Департамент — Кот-д’Армор. Входит в состав кантона Ростренен. Округ коммуны — Генган.
Код INSEE коммуны — 22334.

## География
Коммуна расположена приблизительно в 410 км к западу от Парижа, в 110 км западнее Ренна, в 37 км к юго-западу от Сен-Бриё.

## Население
Население коммуны на 2016 год составляло 138 человек.
| 1962 | 1968 | 1975 | 1982 | 1990 | 1999 | 2008 | 2016 |
| ---- | ---- | ---- | ---- | ---- | ---- | ---- | ---- |
| 356  | 360  | 352  | 234  | 153  | 151  | 160  | 138  |

## Администрация
| Период | Период | Фамилия          | Партия       | Примечания |
| ------ | ------ | ---------------- | ------------ | ---------- |
| 1995   | 2008   | Кристиан Ле Рюан |              |            |
| 2008   | 2014   | Ив Гийоссу       |              |            |
| 2014   |        | Клод Бернар      | Разные левые | фермер     |

## Экономика
В 2007 году среди 104 человек в трудоспособном возрасте (15—64 лет) 69 были экономически активными, 35 — неактивными (показатель активности — 66,3 %, в 1999 году было 80,2 %). Из 69 активных работали 60 человек (36 мужчин и 24 женщины), безработных было 9 (3 мужчин и 6 женщин). Среди 35 неактивных 12 человек были учениками или студентами, 9 — пенсионерами, 14 были неактивными по другим причинам.